# Rodrigo Vargas Touchard
Rodrigo Vargas Touchard (La Paz, 1 de septiembre de 1989) es un futbolista boliviano. Juega como delantero en CDT Real Oruro de la Primera División de Bolivia.

## Clubes
| Club                    | País    | Año           |
| ----------------------- | ------- | ------------- |
| Bolívar                 | Bolivia | 2008 - 2012   |
| Aurora                  | Bolivia | 2012 - 2013   |
| Nacional Potosí         | Bolivia | 2013 - 2014   |
| Jorge Wilstermann       | Bolivia | 2014          |
| The Strongest           | Bolivia | 2015 - 2019   |
| San José                | Bolivia | 2019 - 2020   |
| Nacional Potosí         | Bolivia | 2021          |
| Independiente Petrolero | Bolivia | 2022          |
| FC Universitario        | Bolivia | 2022          |
| CDT Real Oruro          | Bolivia | 2023-presente |

## Palmarés

### Títulos nacionales
| Título           | Club          | Año             |
| ---------------- | ------------- | --------------- |
| Primera División | Bolívar       | Apertura 2009   |
| Primera División | Bolívar       | Adecuación 2011 |
| Primera División | The Strongest | Apertura 2016   |